# 나미야 잡화점의 기적: 또 하나의 이야기
《나미야 잡화점의 기적: 또 하나의 이야기》(중국어: 解忧杂货店)는 2017년 개봉한 중국과 홍콩 합작 판타지 드라마 영화로, 히가시노 게이고의 소설 《나미야 잡화점의 기적》의 중국판 영화화 작품이다. 왕쥔카이, 디리러바, 둥쯔젠, 성룡이 출연했고 한제 감독이 연출했다. 중국에서 2017년 12월 29일 개봉되었다.

## 줄거리
가출한 세 사람이 버려진 잡화점에 동거하게 되면서, 초자연적인 서신을 통해 그들은 태어나기 수년 전 가게 주인과 접촉했던 많은 사람들의 삶과 연결된다.

## 출연
- 왕쥔카이 - 샤오보
- 디리러바 - 퉁퉁
- 둥쯔젠 - 아제
- 친하오 - 하오보
- 리훙치 - 친랑
- 하오레이/천두링(아역) - 칭메이
- 성룡 - 우밍 / 고민 상담 할아버지

## 제작
이 영화는 엠퍼러 모션 픽처스, PMF 픽처스, 완다 미디어에 의해 제작되었다. 영화 예고편은 2017년 12월 2일 공개되었다.